# Mauro Boccafresca
Mauro Boccafresca (Spoleto, 18 gennaio 1962) è un ex calciatore italiano, di ruolo centrocampista.

## Carriera
In carriera ha totalizzato complessivamente 90 presenze e 2 reti in Serie A con le maglie di Pisa ed Avellino.
Ha inoltre disputato 89 incontri, con 6 reti all'attivo, in Serie B nelle file di Monza,Avellino, Pisa  e Ternana, ottenendo la promozione in massima serie col Pisa nella stagione 1989-1990.

## Dopo il ritiro
Attualmente risiede a Milano e si occupa del settore giovanile del Pero Calcio, società dilettante dell'omonimo paese.
Ha ricoperto il ruolo di responsabile tecnico per il C.S. Romano Banco
È anche responsabile tecnico dell'A.S.D. Sempione Half 1919 di Milano.

## Palmarès

### Club

#### Competizioni nazionali
- Torneo Estivo: 1

Avellino: 1986
- Campionato italiano di Serie C1: 1

Ternana: 1991-1992